# Loxostege manualis
Loxostege manualis là một loài bướm đêm trong họ Crambidae.